# Angermandie
Angermandie var namnet på landskapet Ångermanland i början på 1000-talet. Det äldsta man hittat i skrift som styrker det är ett Ångermanlands sigill vidhängt ett pergamentsbrev daterat i Norrala i Hälsingland, omkring 1373. Ett gemensamt klagobrev från allmogen i Hälsingland, Medelpad och Ångermanland, skrivet till hertig Albrekt av Mecklenburg, som var konung Albrekts fader och länsherre över de norrländska landskapen.
Olof Celsius d. ä. har 1707 också tecknat av ett brev med menigheten i Ångermanland som avsändare, men inte med ett lika tydligt sigill. Brevet innehöll en försäkran till ärkebiskopen om årlig leverans av en Sankt Olofs-penning till Uppsala domkyrka, daterat Nora 27 februari 1314. Blodprover visar att Ångermanlänningar är mer släkt med norrmän än med deras grannar i Västerbotten och Medelpad. Ett liknande namn har provinsen Normandie i Frankrike som fått sitt namn efter nordmännen, normanderna, år 911. I ett mindre antal textrader från den här tiden får man intrycket av att Angermandie var ett självständigt land med ett eget folk, innan man blev en del av Sverige.